# Río Rupac
Der Río Rupac, alternative Schreibweise: Río Rúpac, ist ein 30 km langer linker Nebenfluss des Río Marañón, linker Quellfluss des Amazonas. Der Río Rupac entwässert einen Teil der Ostflanke der Cordillera Blanca in der Region Ancash in West-Peru. Die Gesamtlänge einschließlich Quellflüssen beträgt 58,1 km.

## Flusslauf
Der Río Rupac entsteht knapp 8 km südöstlich der Provinzhauptstadt Sihuas am Zusammenfluss von Río Sihuas (links) und Río Chullín (rechts) auf einer Höhe von etwa 2380 m. Der Fluss durchfließt die Provinz Sihuas in überwiegend ostnordöstlicher Richtung. Ab Flusskilometer 17 bildet er die Grenze zur südlich gelegenen Provinz Pomabamba. Die Nationalstraße 12A von Sihuas nach Uchiza folgt dem Flusslauf. Der Río Rupac mündet schließlich auf einer Höhe von 1709 m in den Río Marañón.

## Quellflüsse
Der Río Sihuas ist der etwa 28 km lange linke Quellfluss des Río Rupac. Er hat seinen Ursprung im Westen des Distrikts Ragash in dem etwa 4200 m hoch gelegenen See Laguna Ticllacocha (⊙). Der Río Sihuas fließt anfangs 15 km nach Südosten. Anschließend wendet er sich auf einer Strecke von 5 Kilometern nach Süden, bevor er erneut nach Südosten fließt. Bei Flusskilometer 38 passiert der Fluss die Provinzhauptstadt Sihuas. 3 Kilometer oberhalb der Mündung trifft der Río Pasacancha von Westen auf den Río Sihuas.
Der Río Chullín ist der etwa 7 km lange rechte Quellfluss des Río Rupac. Er entsteht am Zusammenfluss (⊙) von Río Mitobamba (14 km lang, ⊙) und Río Chinchobamba (13 km lang, ⊙), etwa einen Kilometer südlich des Distriktverwaltungszentrums Chullín auf einer Höhe von etwa 2725 m. Der Río Chullín fließt in überwiegend nördlicher Richtung. Er passiert das am rechten Ufer gelegene Chullín und nimmt bei Flusskilometer 4 den Río Andaymayo (19 km lang, ⊙, ⊙) von links auf. 

## Hydrologie
Die monatlichen Abflüsse bei Flusskilometer 21 (⊙) wurden mit Hilfe anderer gemessener Wetter- und Abflussdaten aus der Region berechnet. Es wurde ein mittlerer Abfluss von 11,3 m³/s ermittelt. Im folgenden Schaubild sind die berechneten mittleren monatlichen Abflüsse dargestellt.

## Einzugsgebiet
Das 969,2 km² große Einzugsgebiet des Río Rupac erstreckt sich über Teile der Provinzen Sihuas und Pomabamba. Es liegt an der Ostseite der Cordillera Blanca. Die westliche Grenze bildet die kontinentale Wasserscheide. Das Einzugsgebiet des Río Rupac grenzt im Osten an das des Río Marañón, im Süden an das des Río Pomabamba, linker Quellfluss des Río Yanamayo, im Westen an die Einzugsgebiete der Santa-Zuflüsse Río Quitaracsa und Río Manta sowie im Norden an das des Río Actuy.

## Geplantes Wasserkraftwerk Taurichuco
Es gibt Planungen für den Bau eines Wasserkraftwerks (⊙) am Rìo Rupac. Das Flusswasser würde bei Flusskilometer 21 abgeleitet und über einen 6200 m langen Tunnel mit einer Durchflusskapazität von 7,7 m³/s zum Kraftwerk geführt. Es ist eine installierte Leistung von 13,76 MW (2 Francis-Turbinen) bei einer Netto-Fallhöhe von 127,86 m vorgesehen. Bei Flusskilometer 14 würde das Wasser wieder in den Fluss geleitet werden.